# Божа-Воля (Радомський повіт)
Божа-Воля (пол. Boża Wola) — село в Польщі, у гміні Єдлінськ Радомського повіту Мазовецького воєводства.
Населення — 66 осіб (2011).

## Демографія
Демографічна структура станом на 31 березня 2011 року:
|          | Загалом | Допрацездатний вік | Працездатний вік | Постпрацездатний вік |
| -------- | ------- | ------------------ | ---------------- | -------------------- |
| Чоловіки | 32      | 4                  | 22               | 6                    |
| Жінки    | 34      | 9                  | 17               | 8                    |
| Разом    | 66      | 13                 | 39               | 14                   |